# Fret-King
Fret-King est une marque britannique de guitare et de basses vintage fondée par Trev Wilkinson.

## Historique
La marque Fret-King est créée par Trev Wilkinson, initialement connu pour ses vibratos et autres pièces pour guitares et basses. Elle est née de la volonté de satisfaire la demande croissante des guitaristes professionnels concernant une vraie "guitare vintage de travail" sans compromis. Les instruments de la marque sont tous équipés d'accastillage Wilkinson, les mécaniques EZ Lock de la marque sont reconnues comme le gage d'une tenue d'accord optimale.
Les instruments Fret-King sont distribués en France par Saico.

## Les instruments

### Super-Matic
La Super-Matic est un modèle à part dans la gamme Fret-King, il s'agit d'une guitare dotée d'un système d'accordage automatisé. Ce procédé qui utilise un capteur magnétique relié à 6 micro-moteurs permet également de choisir son accordage parmi 5 différents.

### Série Green Label
Les instruments de la série Green Label sont fabriqués à la main dans les ateliers situés à l'ouest du Royaume-Uni. Ces guitares sont produites en quantité très limitée et se situent dans le haut de gamme de la marque.

### Série Blue Label
La série Blue Label propose des instruments plus abordables, mais réalisés avec le même souci de qualité que le haut de gamme Fret-King, on y retrouve également différents modèles de basses vintage.